# San Bernard National Wildlife Refuge
Le San Bernard National Wildlife Refuge est une aire protégée américaine située dans les comtés de Brazoria, Fort Bend, Matagorda et Wharton, au Texas. Ce National Wildlife Refuge de 136,54 km2 a été fondé en 1968.
Au sein du refuge se trouvent plusieurs sentiers de randonnée, parmi lesquels le Bobcat Woods Trail près de la Cocklebur Slough.